# Bugenhagenbrunnen

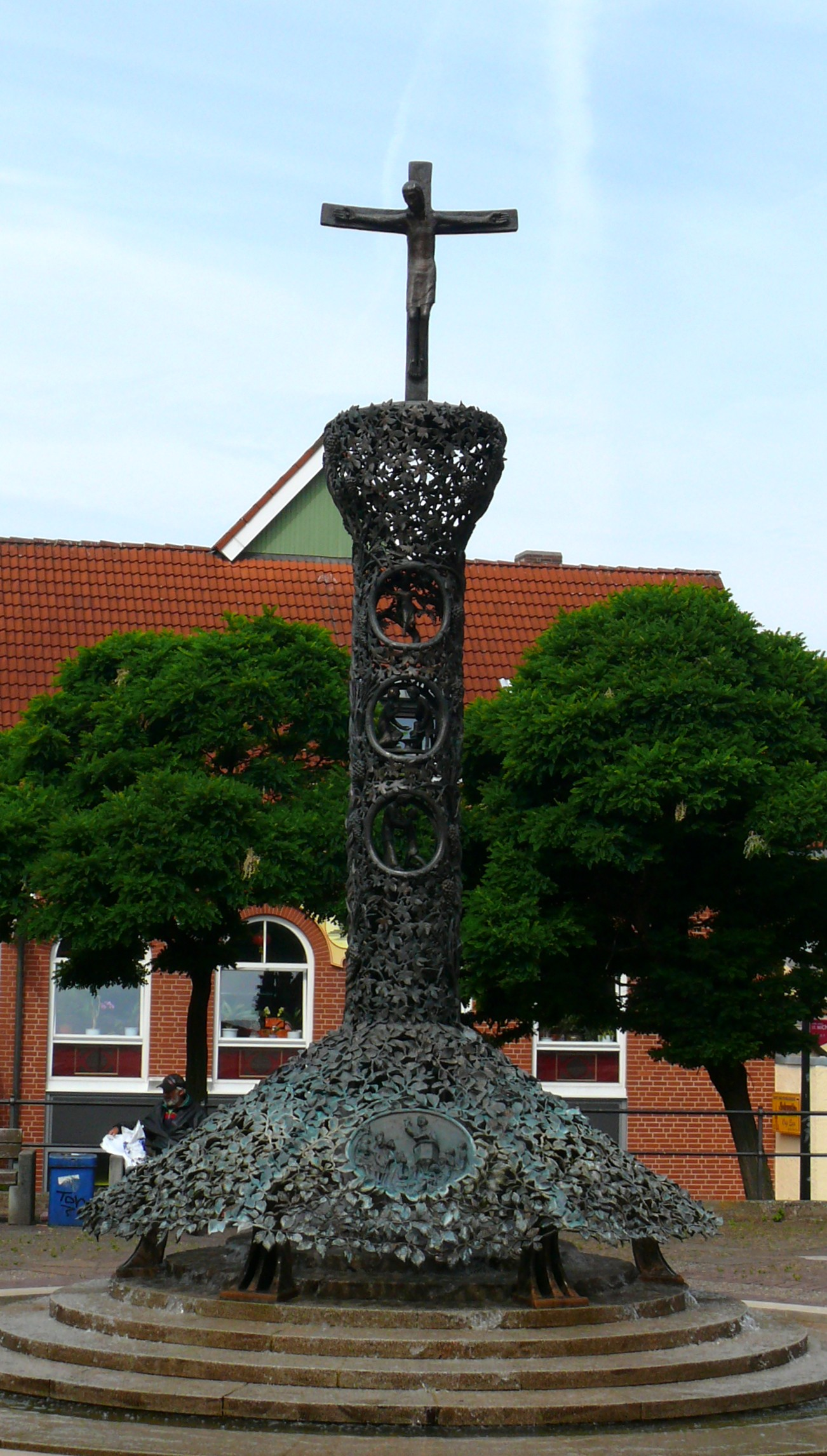
Bugenhagenbrunnen auf dem Andreasplatz in Hildesheim

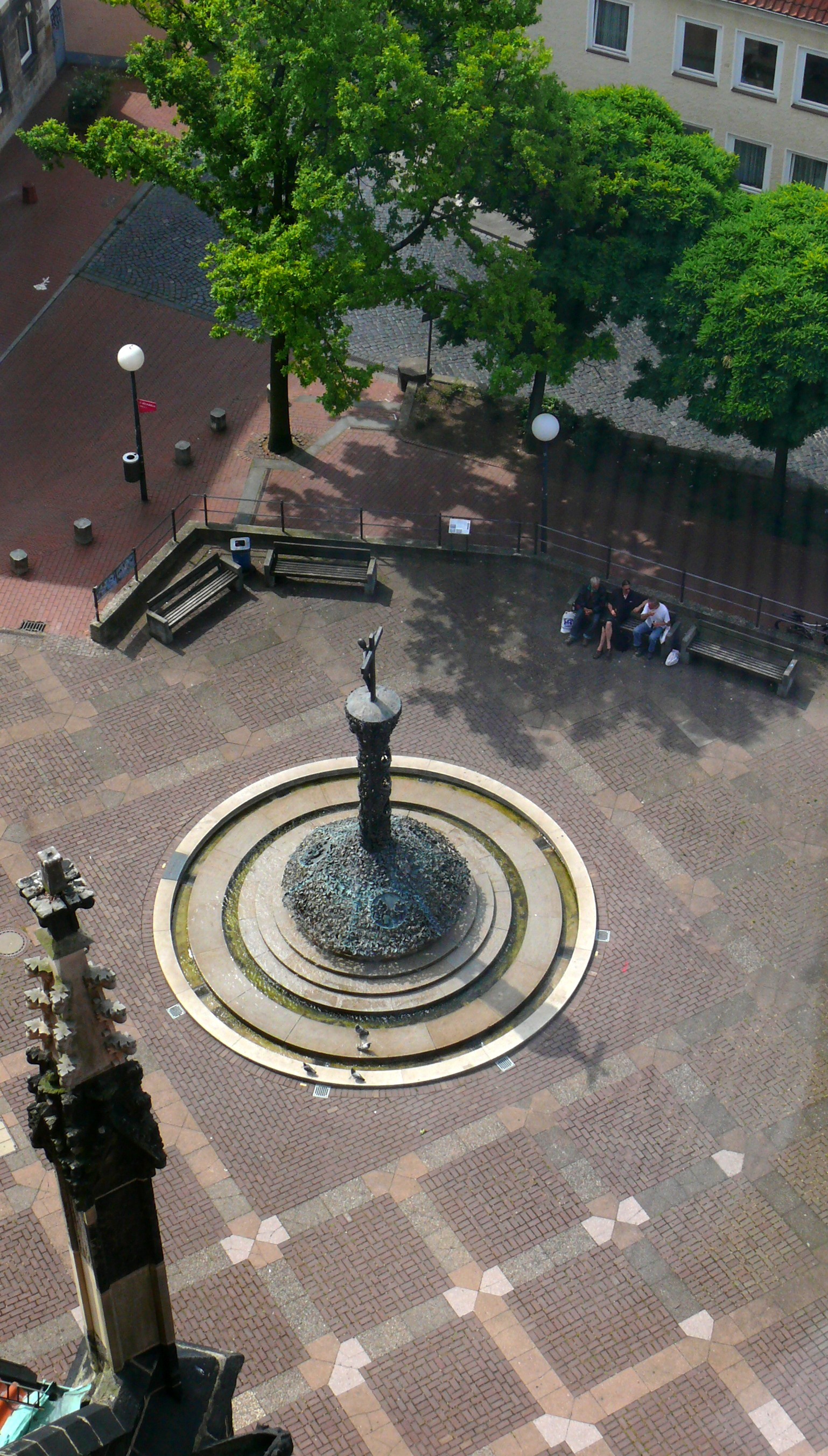
Bugenhagenbrunnen vom Kirchturm der Andreaskirche aus gesehen

Der Bugenhagenbrunnen ist ein von Ulrich Henn geschaffenes Denkmal, das Pfingstsonntag 1995 auf dem Andreasplatz in Hildesheim eingeweiht wurde. Es ist Johannes Bugenhagen gewidmet, der am 1. September 1542 in der Andreaskirche die erste evangelische Predigt („Tut Buße, und glaubt dem Evangelium“ (Mk 1,15 )) hielt. Die Friedrich-Weinhagen-Stiftung in Hildesheim hat es finanziert. Der Brunnen ist 7,5 Meter hoch und hat einen Durchmesser von 8 Metern. Er ist in Bronze gegossen. Der Künstler hat in dem Kunstwerk nicht so sehr die Person Bugenhagens dargestellt, sondern sein Werk – „aktualisiert“, wie Johannes Brockhoff schreibt.

## Bugenhagen in Hildesheim und dem gesamten niederdeutschen Sprachraum
Bugenhagen hatte für Braunschweig 1528 eine Kirchenordnung geschaffen, die danach auch für weitere Städte (u. a. für Hildesheim) weitgehend übernommen wurde. Für weitere Kirchenordnungen fungierte er als Berater. Kirchenordnungen können im Rahmen des landesherrlichen Kirchenregiments „mit Fug und Recht als Staatsverträge mit Verfassungsrang“ bezeichnet werden, stellt Hans-Jürgen Abromeit klar. Er weist anerkennend darauf hin, dass es Bugenhagen gelungen sei, 14 Gilden und fünf Gemeinden in Braunschweig zur Zustimmung zu bewegen. Drei Hauptbereiche enthielt die Braunschweiger Kirchenordnung: „1. Das Schulwesen, 2. das Predigtamt und 3. die Armenfürsorge“ stellt Abromeit fest. Bugenhagen habe den gesamten Sprachraum des Niederdeutschen von Friesland bis ins Baltikum „für die Reformation geöffnet“.

## Aufbau des Brunnens
Der Brunnen ist in der Form eines Leuchters gestaltet. Aus einem kegelstumpfartigen Fuß ragt ein Kerzenschaft empor, auf dem oben als Flamme ein Kreuz angebracht ist. Das Denkmal hat eine filigrane Struktur, die aus Ähren, Weinlaub und Trauben gestaltet ist. Im Fuß erkennt man auch Buchenlaub. In ihm gibt es drei Medaillons mit Darstellungen des Dienstes der Kirche: Predigt, Taufe und Abendmahl sowie Diakonie. In der Säule sind drei Szenen aus der Bibel dargestellt: Zachäus, der kleine Zöllner, den Jesus bittet, vom Baum zu steigen, weil er bei ihm einkehren wolle, die Fußwaschung und die Rückkehr des verlorenen Sohnes. Zuoberst befindet sich an Stelle der Kerzenflamme das Kruzifix.

### Theologische Aussage des Denkmals
Der Bugenhagen-Brunnen ist „eine einzige Bilderpredigt“, schreibt Johannes Brockhoff. Die Kernaussagen der Reformation werden an dem Denkmal deutlich: Der Mensch wird gerettet…
- allein durch den Glauben („an die Offenbarung Gottes in Christus“)[2]
- allein durch die Schrift („weil in ihr Gottes Wort durch Menschenwort verständlich wird“)[2]
- allein durch die Gnade Gottes und nicht durch unvollkommene Werke.

### Fuß des Leuchters mit Bronzereliefs
Unterhalb des Fußes ist der Brunnen eingearbeitet, das Wasser plätschert über vier Stufen in eine Rinne rund um das Denkmal. Auf der schrägen Fläche des Leuchterunterteils sind drei Themen des Dienstes der Kirche als Bronzerelief dargestellt:
- Predigt – Von der Kanzel werden die umstehenden oder unterhalb sitzenden Menschen angesprochen.
- Taufe und Abendmahl – Die beiden wichtigsten Sakramente in der evangelischen Kirche[5]
- Diakonie – Dazu zählt Henn außer Gehbehinderten (mit Stöcken) auch Gefangene (an Händen und Füßen gekettet) sowie den Dienst an Kindern und Nichtseßhaften (mit dem „Ränzel“ auf dem Rücken).

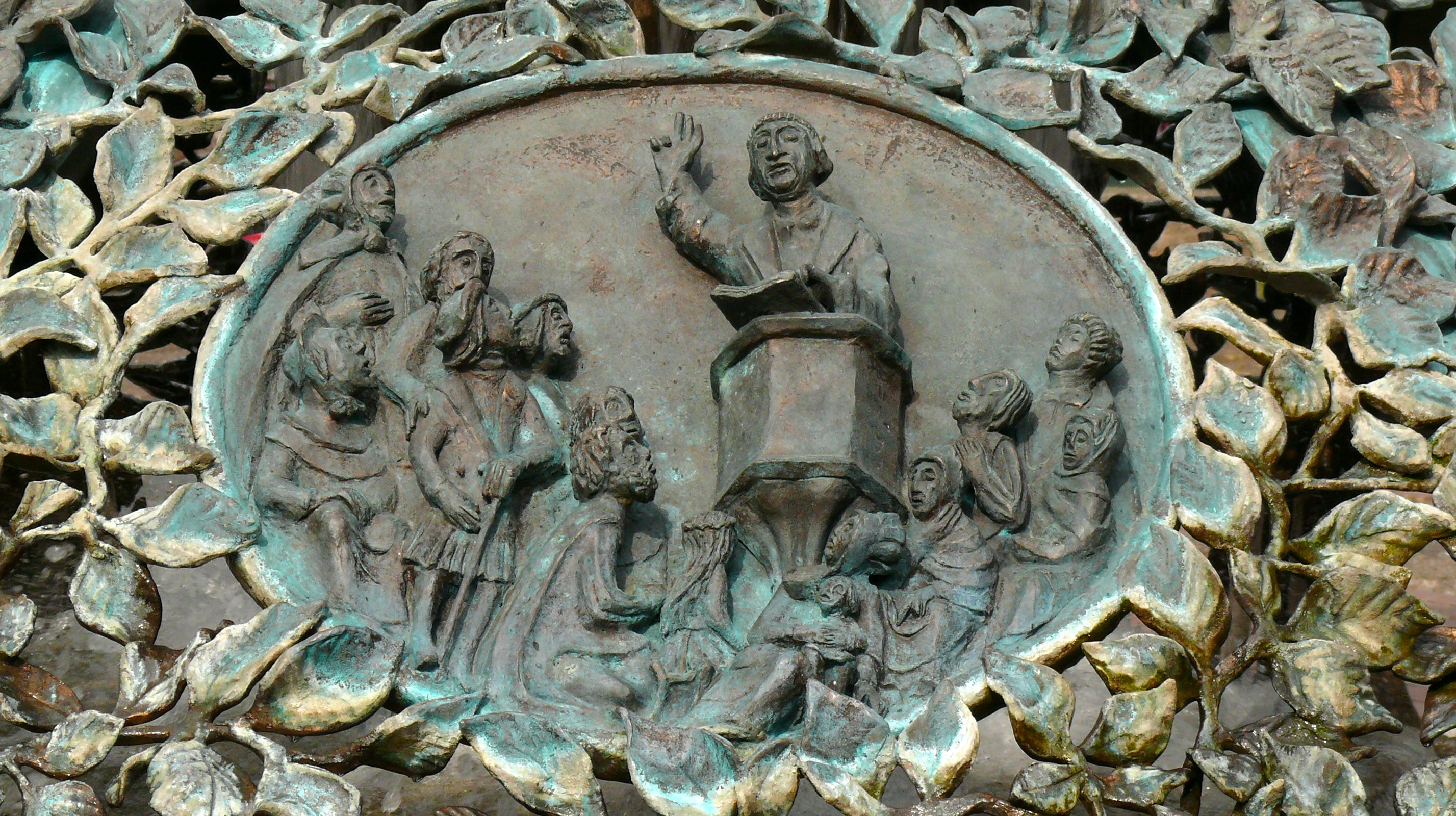
Predigt
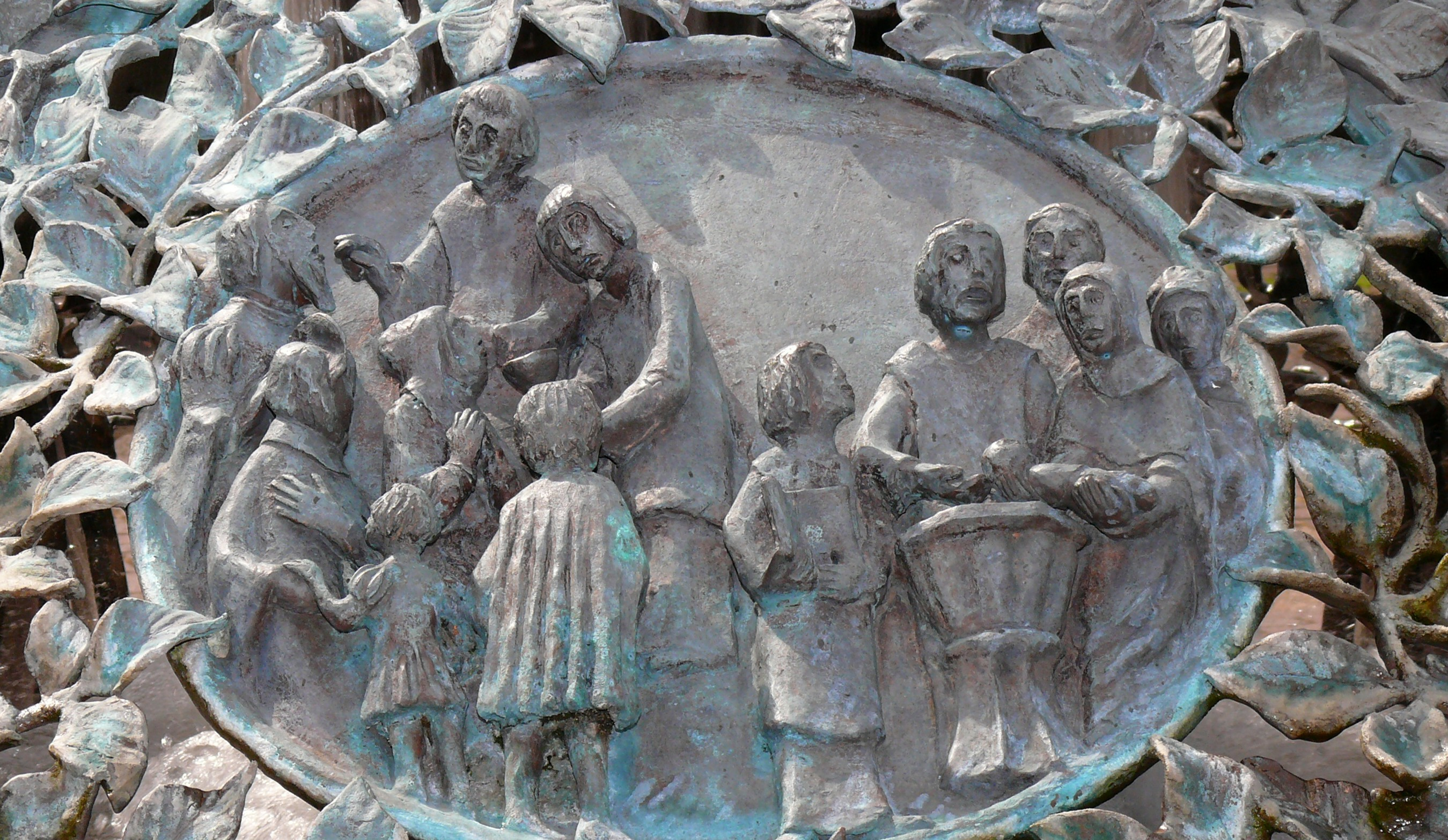
Taufe und Abendmahl
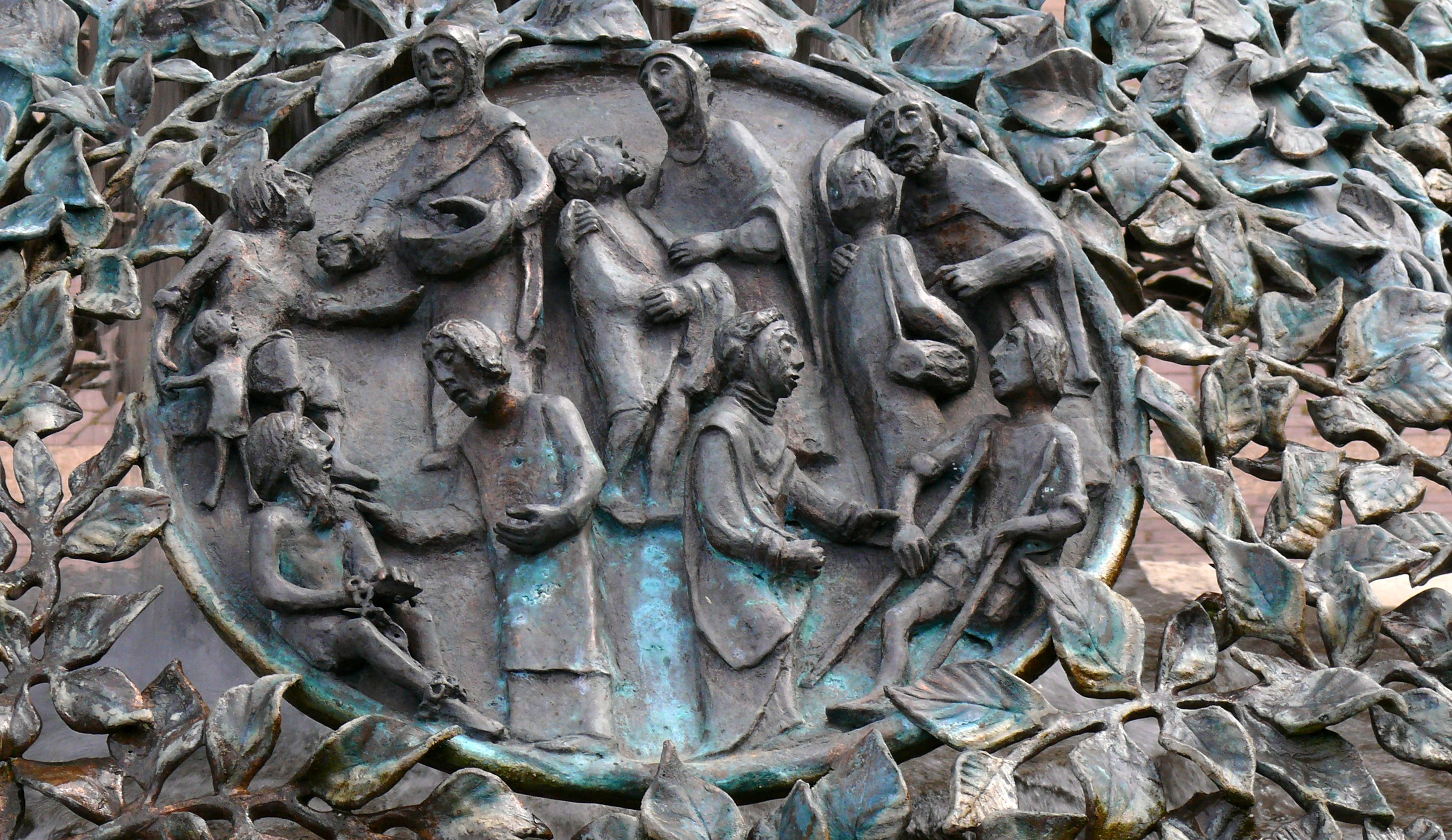
Diakonie

### Durchbrochene Säule mit eingefügten Bildern
In der Säule zwischen dem Fuß und dem Kruzifix an der Spitze sind drei biblische Geschichten angesprochen:
- die Erzählung von Zachäus, dem Zöllner, der auf einen Baum klettert, um den vorbeiziehenden Jesus sehen zu können, weil er so klein ist. Er wird von Jesus aufgefordert, herunterzusteigen – „ich muss heute dein Gast sein“. (Lk 19,5 GNB)
- die Erzählung von der Fußwaschung beim letzten Abendmahl, als Petrus erstaunt ist, dass Jesus ihm die Füße waschen will und dieser ihm antwortet: „Was ich tue, kannst du jetzt noch nicht verstehen, aber später wirst du es begreifen.“ (Joh 13,1-11 GNB)
- die Geschichte vom Vater und seinem Sohn: Der Sohn lässt sich auszahlen, um in der Fremde sein Glück zu versuchen. Nachdem er nichts mehr hat, beschließt er, als Tagelöhner zu seinem Vater zurückzukehren. „So machte er sich auf den Weg zu seinem Vater. Er war noch ein gutes Stück vom Haus entfernt, da sah ihn schon sein Vater kommen, und das Mitleid ergriff ihn. Er lief ihm entgegen, fiel ihm um den Hals und überhäufte ihn mit Küssen.“ Der ältere Bruder empfindet auch die anschließende Feier als bodenlose Ungerechtigkeit. Aber der Vater rechtfertigt sein Tun mit den Sätzen „Dein Bruder war tot und ist wieder am Leben. Er war verloren und ist wiedergefunden.“ (Lk 15,20 GNB)

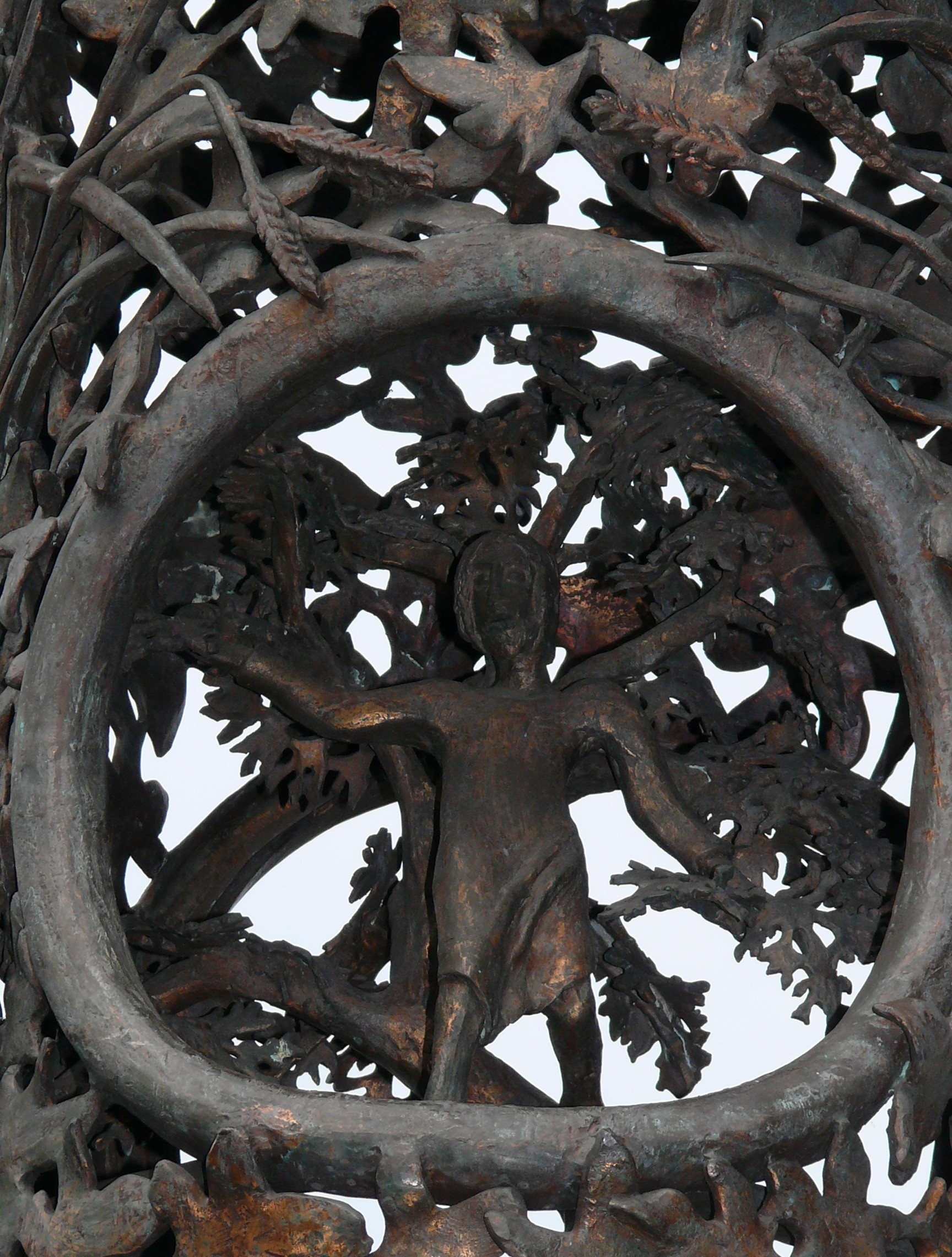
Oberstes Bild im Bugenhagenbrunnen: Zachäus
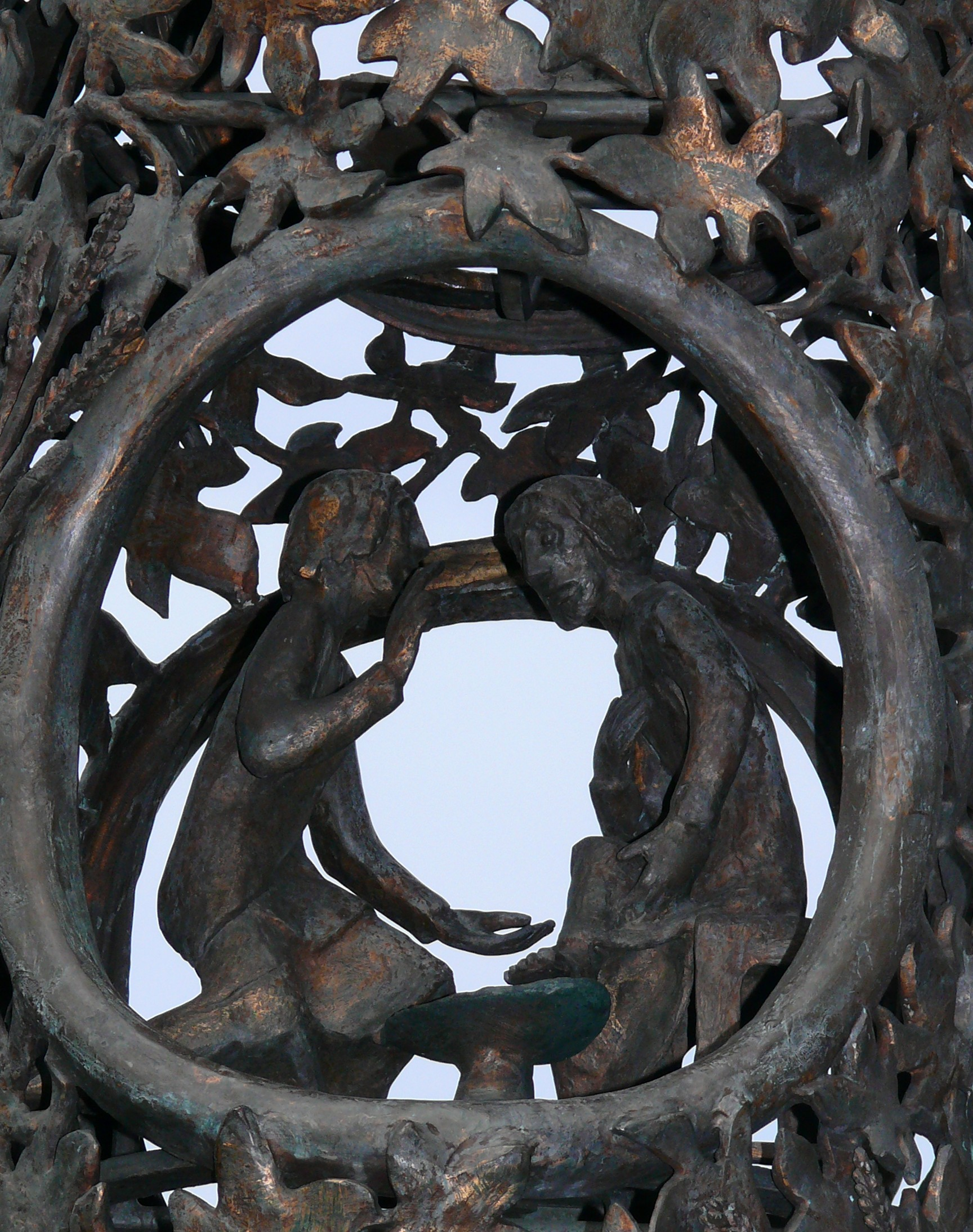
Mittleres Bild: Die Fußwaschung
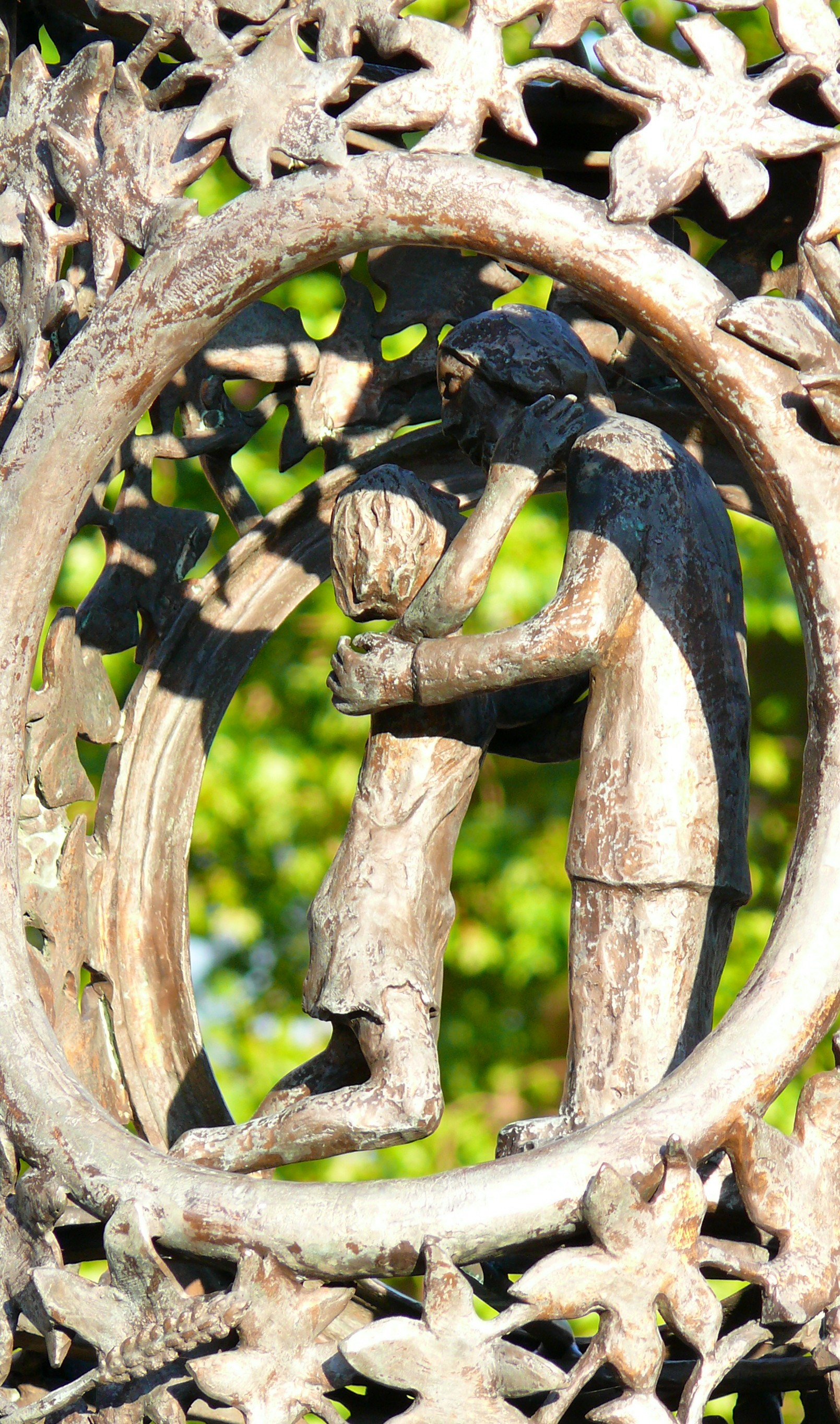
Unteres Bild: Die Heimkehr des verlorenen Sohnes

### Kruzifix auf der Spitze
Der Christus am Kreuz auf der Denkmalsspitze sieht auf den Andreasplatz. Das Kreuz ist ein wenig vorgeneigt, die ans Kreuz genagelten Hände wirken wie zum Segen ausgebreitet.

## Ulrich Henn und Hildesheim
Der Künstler Ulrich Henn ist mit diesem Denkmals nicht zum ersten Mal in Hildesheim tätig geworden. In der Andreaskirche schwebt die bekannteste Arbeit über dem Altar: Die Abendmahlsgruppe ist weit über Hildesheim hinaus bekannt geworden. Der vordere Platz ist frei. Damit wird der Betrachter in die Abendmahlsrunde mit hineingenommen. Von Henn stammt auch das Standkreuz auf dem Altar. Darin sind 11 Szenen aus dem Leben Jesu dargestellt – zentral die Kreuzigung, unten der Einzug in Jerusalem und oben die Auferstehung. Außerdem hat er das Lesepult mit dem Fischernetzsymbol und die Tür im Westportal von der Rettung des Volkes Israel am Schilfmeer geschaffen.